# Caverna Dufour
La caverna Dufour es una gruta de la isla de La Reunión, departamento de ultramar francés en el suroeste del Océano Índico. Está ubicada a 2479 metros de altitud al pie del Pitón de las Nieves, y en el centro del macizo del mismo nombre. Está ubicada administrativamente en los confines del municipio de Salazie, fuera del circo natural epónimo. Forma parte del parque nacional de La Reunión.

## Localización y descripción

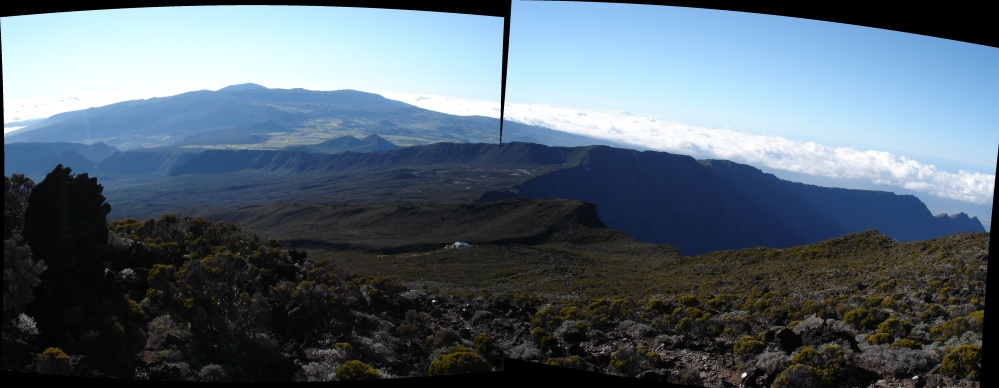
Panorama más allá de la casa de la Caverna Dufour.

La caverna está cercana a un refugio de montaña llamado refugio de la caverna Dufour o refugio del Pitón de las Nieves. Se encuentra en los confines del municipio de Saint-Benoît. Este refugio se hizo para los senderistas que se adentran en dirección a la cumbre y que provienen de la ciudad de Cilaos, en el circo del mismo nombre, vía GR R1, un sendero de gran recorrido. Hay que tomar luego un sendero de excursionistas llamado sendero del pitón de las Nieves hasta el punto culminante de la isla, el GR R1 que continúa hasta Hell-Villa, de donde provienen algunos senderistas.
El desnivel es de aproximadamente 1 000 metros desde el centro de la ciudad de Cilaos hasta la casa refugio, después hay unos 600 m desde el refugio a la cumbre. Para pasar la noche es necesario reservar con varias semanas de anticipación telefoneando a la oficina de turismo de Cilaos, porque el refugio está a menudo completo, en particular durante las vacaciones escolares del colegio de La Reunión.
- Datos: Q2943280